# Tour de Norvège féminin (2014-2021)
Le Tour de Norvège féminin (Ladies Tour of Norway), est une course cycliste féminine par étapes qui se tient en Norvège au mois d'août. Elle est classée 2.2 dans le programme officiel de l'UCI en 2014 et 2015 puis 2.1 en 2016. En 2017, la course intègre l'UCI World Tour féminin. Avec l'intention d'inclure également des étapes suédoises et danoises, l'épreuve se transforme en Tour de Scandinavie féminin en 2022, mais n'a eu lieu que deux fois. Depuis 2025, une nouvelle course par étapes norvégienne féminine, le Tour de Norvège féminin, existe, mais son organisateur est différent et elle n'a aucun lien avec le Ladies Tour of Norway.
Un Tour de Norvège féminin était déjà disputé entre 1984 et 1990 sous le nom de Postgiro. 
En 2018, un contre-la-montre par équipes est également organisé et figure aussi au calendrier de l'UCI World Tour.

## Palmarès
| Année | Vainqueur            | Deuxième         | Troisième            |                  |
| ----- | -------------------- | ---------------- | -------------------- | ---------------- |
| 2014  | Anna van der Breggen | Marianne Vos     | Katarzyna Niewiadoma |                  |
| 2015  | Megan Guarnier       | Shelley Olds     | Amanda Spratt        |                  |
| 2016  | Lucinda Brand        | Thalita de Jong  | Anouska Koster       |                  |
| 2017  | Marianne Vos         | Megan Guarnier   | Ellen van Dijk       |                  |
| 2018  | Marianne Vos         | Emilia Fahlin    | Coryn Rivera         |                  |
| 2019  | Marianne Vos         | Coryn Rivera     | Leah Kirchmann       |                  |
| 2020  | annulé/abandonné     | annulé/abandonné | annulé/abandonné     | annulé/abandonné |
| 2021  | Annemiek van Vleuten | Ashleigh Moolman | Kristen Faulkner     |                  |